# Anabrus simplex
Anabrus simplex, más conocido como grillo mormón, es una especie de insecto ortóptero que puede crecer hasta casi ocho centímetros de longitud. Vive en todo el oeste de América del Norte en los pastizales dominados por las hierbas y artemisas. A pesar de su nombre, el grillo mormón es en realidad un saltamontes longicornio de la subfamilia Tettigoniinae y no un grillo. Toma su nombre de los colonos mormones en Utah, que los encontraron mientras avanzaban hacia el oeste, y por el papel que desempeñaron en el llamado «Milagro de las gaviotas».
Aunque no es un insecto volador, el grillo mormón tiene la capacidad de viajar hasta dos kilómetros al día en su fase de langosta, durante la cual es una grave plaga agrícola y un peligro para el tráfico.

## Descripción
Los grillos mormones tienen coloración variable. El color de los individuos puede ser negro, marrón, rojo, morado o verde. La «caparazón» (un pronoto o protórax modificado que cubre las alas vestigiales) detrás de la cabeza puede tener marcas de colores. El abdomen puede parecer rayado. Las hembras tienen un ovipositor largo, el que no debe confundirse con un aguijón. Ambos sexos tienen antenas largas.
Los grillos mormones pueden sufrir cambios morfológicos provocados por altas densidades de población, similares a las observadas en las langostas. El cambio más notable es en la coloración: los individuos solitarios suelen tener una coloración verde o morada, mientras que los individuos en fase de langosta suelen ser negros, marrones o rojos.

## Ciclo de vida

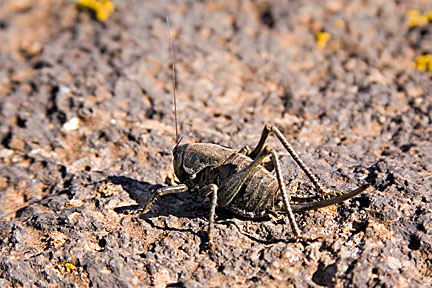
Utah, octubre de 2005

Los huevos del grillo mormón eclosionan principalmente en la primavera siguiente a la puesta, aunque en algunas áreas los huevos pueden tardar hasta cinco años en eclosionar. La eclosión comienza cuando las temperaturas del suelo alcanzan los cuatro grados Celsius (cuarenta grados Fahrenheit). Las ninfas pasan por siete estadios antes de llegar al estadio adulto, por lo general demoran entre sesenta y noventa días.
La reproducción comienza dentro de los diez a catorce días posteriores a la llegada del estadio adulto. El macho le pasa a la hembra un gran espermatóforo que puede representar hasta el 27% de su peso corporal. El espermatóforo es principalmente alimento para la hembra; también contiene esperma para fertilizar sus óvulos. Este regalo nupcial hace que las hembras en fase de enjambre compitan por los machos, un comportamiento que no se ve en las hembras en fase solitaria.
La hembra pone sus huevos empujando su ovipositor profundamente en el suelo. Cada hembra puede poner más de cien huevos. Los huevos tienen la apariencia de un grano de arroz con un color que va desde el gris hasta el púrpura.

## Enjambres
El grillo mormón existe en poblaciones de densidad relativamente baja en la mayor parte de su área de distribución. Sin embargo, en ciertos momentos y lugares, se producen explosiones o infestaciones de la población en las que grandes cantidades de grillos entran en la fase de langosta, la cual conlleva cambios morfológicos fácilmente observables, y forman enjambres itinerantes. Estos enjambres pueden incluir millones de individuos y se pueden encontrar con densidades de hasta cien individuos por metro cuadrado. Estas infestaciones pueden durar años o incluso décadas, y se caracterizan por un aumento gradual y luego una disminución de la población. Los factores que desencadenan estas infestaciones son poco conocidos, pero se cree que están relacionados con el clima.
La investigación publicada en 2006 muestra que los grillos mormones se mueven en estos enjambres migratorios, en primer lugar para encontrar nuevas fuentes de nutrientes críticos de proteínas y sal, y en segundo lugar para evitar ser devorados por los grillos hambrientos que avanzan desde la parte posterior del enjambre. El comportamiento caníbal del grillo mormón puede conducir a un comportamiento de enjambre porque los grillos podrían necesitar moverse constantemente hacia adelante para evitar ataques desde atrás.
Cuando un enjambre grande cruza una carretera, puede crear un peligro de seguridad al causar distracción a los conductores y al hacer que la superficie de la carretera se vuelva resbaladiza por los insectos aplastados. Los grillos mormones también pueden causar devastación a la agricultura.

## Alimentación
El grillo mormón muestra una marcada preferencia por plantas herbáceas como las forbias, pero también se alimenta con gramíneas y arbustos como la artemisa. Los grillos mormones también comen insectos, incluyendo a otros grillos mormones (especialmente los que fueron atropellados por automóviles o debilitados por insecticidas). El comportamiento caníbal puede ser el resultado de la deficiencia de proteínas y sal; el enjambre puede ser una estrategia para evitar la depredación por parte de otros grillos mormones.
Durante una infestación, los grillos mormones pueden causar daños significativos a los cultivos y jardines.

## Control

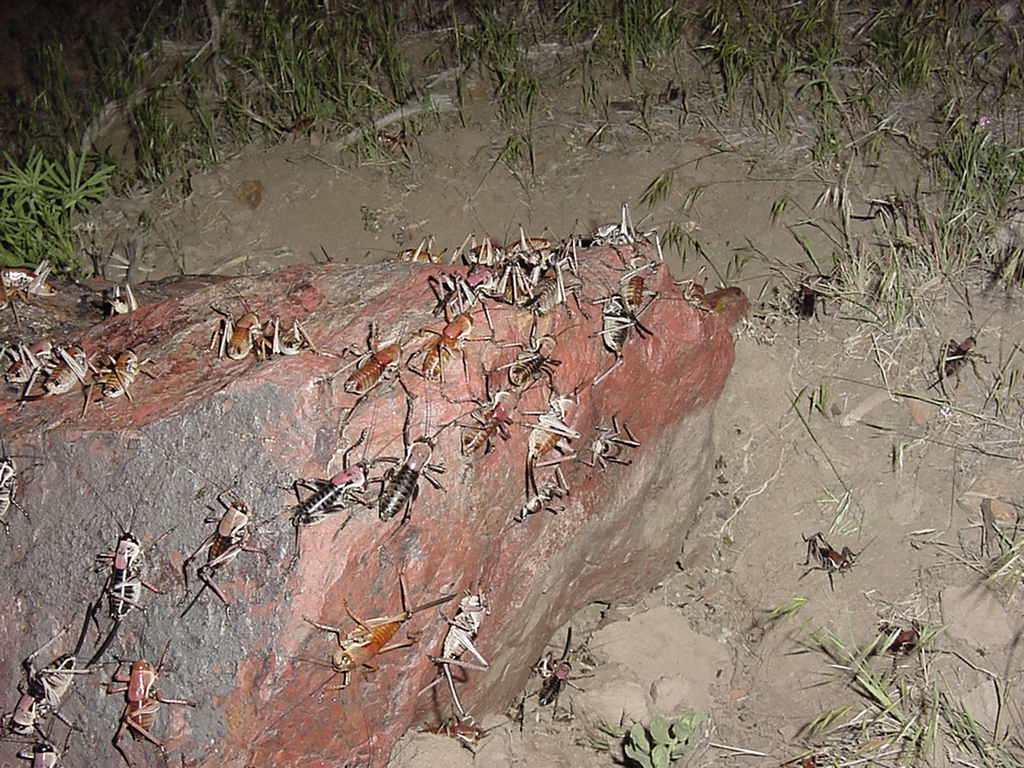
Enjambre multicolor en Nevada, 2002.

Los grillos mormones son aprovechados por una gran variedad de aves y mamíferos. Estos depredadores incluyen gaviotas de California, cuervos, coyotes y varios roedores. No hay depredadores que se especialicen en los grillos mormones, lo que puede explicarse por los hábitos migratorios de este insecto y las grandes fluctuaciones de la población. Gordius robustus, una especie de gusano nematomorfo, es un parásito del grillo mormón, como también lo es el Ooencyrtus anabrivorus.
El método de control químico más común utilizado es el carbaril (típicamente vendido como «Sevin Dust»). Este insecticida mata tanto a los grillos mormones que ingieren carbaril como a los grillos que comen grillos que han ingerido a su vez el carbaril. Los insecticidas aplicados directamente a los cultivos pueden matar a los insectos, pero debido al gran tamaño de los enjambres, este método generalmente no evita que el cultivo sea destruido.
Como los grillos mormones no vuelan, las barreras físicas pueden ser efectivas. Las barreras deben tener al menos 60 cm de altura y estar hechas de un material liso. Los residentes de algunas ciudades pequeñas han usado radiocasetes y sistemas de sonido que tocan música de rock pesado en un intento de desviar los enjambres en movimiento lejos de los cultivos y las casas.
Otro método para el control de los grillos mormones es el uso de un bioplaguicida basado en el hongo Nosema locustae, el cual es un microbio natural cuyas esporas matan a los ortópteros al interferir con el sistema digestivo. Según la Agencia de Protección Ambiental de Estados Unidos, su uso no tiene ningún efecto adverso en los humanos o el medio ambiente.

## Historia
Los grillos mormones aparecen en algunas dietas tradicionales de los nativos americanos.
En 2003, funcionarios en Utah, Idaho y Nevada dijeron que la infestación de ese año podría ser la peor en la historia reciente.